# Dargun
Dargun là một đô thị thuộc huyện Mecklenburgische Seenplatte (trước thuộc Vorpommern-Greifswald (trước thuộc Demmin)), bang Mecklenburg-Western Pomerania, Đức. Đô thị Dargun có diện tích 117,15 km², dân số thời điểm ngày 31 tháng 12 năm 2006 là 4995 người. Dargun có cự ly 12 km (7 mi) km về phía tây Demmin. Ở đây có lâu đài Dargun.